# David Wechsler

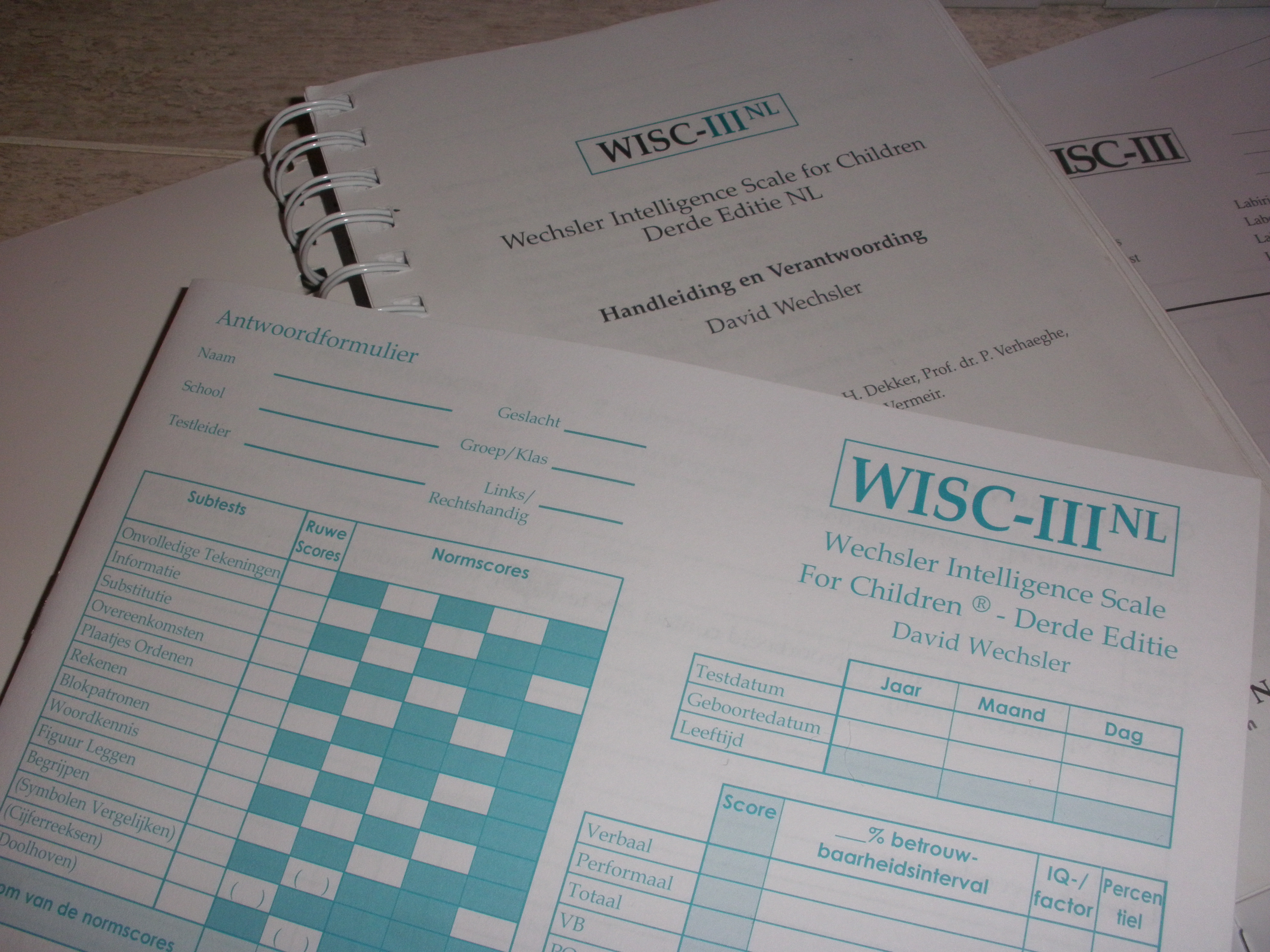
Wechslerovy testy

David Wechsler (12. ledna 1896, Lespezi – 2. května 1981, New York) byl americký psycholog narozený v židovské rodině v Rumunsku. Byl 51. nejcitovanějším psychologem 20. století.
Vyvinul široce užívané inteligenční testy Wechsler Adult Intelligence Scale (WAIS) a Wechsler Intelligence Scale for Children (WISC). Jeho testy měření IQ vytlačily do té doby převládající testy Binetovy (Stanford-Binet Intelligence Scale). Zastával názor, že starší testy IQ měřily především intelektuální schopnosti, které však nejsou inteligencí samotnou, ta je mnohem obecnějším jevem a definoval ji jako "schopnost jednat účelně, myslet racionálně a účinně se přizpůsobit prostředí". Vyčítal starším měřením také přílišný důraz na inteligenci verbální, sám přidal do měření i měření neverbální inteligence.